# Кортикостероид
Кортикостероидите са стероидни хормони, изработвани от надбъбречната жлеза с важно значение за обмяната на въглехидратите, белтъците и мазнините. Кортикостероидите са ангажирани в широк спектър от физиологични дейности, като имат влияние при справянето със стреса, имунната реакция на организма, регулирането на възпаленията, метаболизма, катаболизма и други.
Глюкокортикоидите като кортизолът контролират обмяната на въглехидратите, мазнините, протеините, метаболизма и са противовъзпалителни.
Минералокортикоидите като алдостеронът контролират електролитните и водните нива, главно чрез насърчаване на задържането на натрий в бъбреците.
Някои общи естествени хормони са кортикостерон (C21H30O4), кортизон (C21H28O5, 17-хидрокси-11-дехидрокортикостерон) и алдостерон.